# Ministerium für Wissenschaft, Energie, Klimaschutz und Umwelt des Landes Sachsen-Anhalt
Das Ministerium für Wissenschaft, Energie, Klimaschutz und Umwelt des Landes Sachsen-Anhalt ist eines der neun Ministerien der Landesregierung von Sachsen-Anhalt. Es hat seinen Sitz in Magdeburg.

## Leitung
Minister ist seit dem 16. September 2021 Armin Willingmann, ihm stehen Thomas Wünsch und Steffen Eichner als Staatssekretäre zur Seite.

## Geschichte
Nach dem Zweiten Weltkrieg bestanden zunächst noch keine Ministerien. In der 1945 gebildeten „Provinzialverwaltung Sachsen“ war für Land- und Forstwirtschaft ein Vizepräsident zuständig. 1946 wurde dann das Ministerium für Landwirtschaft gegründet, welches 1950 zum Ministerium für Land- und Forstwirtschaft umbenannt wurde und als solches bis zur Auflösung des Landes 1952 bestand.
Mit der Wiedergründung des Landes Sachsen-Anhalt 1990 wurden ein Ministerium für Ernährung, Landwirtschaft und Forsten und ein Ministerium für Umwelt und Naturschutz gegründet. 1994 wurde das Umweltministerium zunächst zum Ministerium für Umwelt, Naturschutz und Raumordnung umgeformt, 1996 wurden beide Ministerien dann erstmals zum Ministerium für Raumordnung, Landwirtschaft und Umwelt zusammengelegt. 1998 wurde das Ministerium wieder in das Ministerium für Ernährung, Landwirtschaft und Forsten und das Ministerium für Raumordnung und Umwelt aufgeteilt, 2000 jedoch erneut unter dem vorherigen Namen zusammengelegt. 2002 erhielt es den Namen Ministerium für Landwirtschaft und Umwelt, seit 2016 hieß es Ministerium für Umwelt, Landwirtschaft und Energie, 2021 wurde es in Ministerium für Wissenschaft, Energie, Klimaschutz und Umwelt umbenannt. Mit der Bildung des Kabinetts Haseloff III wurden die Ressortzuschnitte teilweise erheblich verändert, sodass das Umweltministerium mit dem Wissenschaftsressort aus dem Wirtschaftsministerium vereint wurde und den heutigen Namen trägt.

## Organisation
Das Ministerium ist in fünf Abteilungen gegliedert:
- Abteilung 1: Zentralabteilung
- Abteilung 2: Naturschutz, Wasserwirtschaft
- Abteilung 3: Energie, Nachhaltigkeit, Strukturwandel
- Abteilung 4: Technischer Umweltschutz, Bodenschutz, Klimaschutz
- Abteilung 5: Hochschulen, Wissenschaft und Forschung

Vor der Kabinettsumbildung am 16. September 2021 war es in sieben Abteilungen gegliedert:
- Abteilung 1: Zentralabteilung
- Abteilung 2: Naturschutz, Wasserwirtschaft
- Abteilung 3: Energie, Klimaschutz, Nachhaltigkeit
- Abteilung 4: Technischer Umweltschutz, Bodenschutz
- Abteilung 5: Forsten, Zahlstelle für EGFL und ELER, Leiter der Zahlstelle
- Abteilung 6: Ländlicher Raum und Agrarpolitik
- Abteilung 7: Landwirtschaft, Gentechnik, Agrarmärkte, Veterinärwesen

## Nachgeordnete Behörden, Hochschulen und Einrichtungen
Dem Ministerium sind zahlreiche Behörden, Hochschulen und weitere Einrichtungen des Landes Sachsen-Anhalt nachgeordnet:
- Obere Landesbehörden:
  - Teile des Landesverwaltungsamtes Sachsen-Anhalt (LVwA)
  - Landesamt für Umweltschutz Sachsen-Anhalt (LAU)
  - Landesbetrieb für Hochwasserschutz und Wasserwirtschaft Sachsen-Anhalt (LHW)

- Einrichtungen:
  - Biosphärenreservatsverwaltung Mittelelbe
  - Biosphärenreservatsverwaltung Karstlandschaft Südharz
  - Biosphärenreservatsverwaltung Drömling

- Universitäten (einschließlich der medizinischen Fakultäten):
  - Martin-Luther-Universität Halle-Wittenberg (MLU)
  - Otto-von-Guericke-Universität Magdeburg (OvGU)

- Kunsthochschule:
  - Burg Giebichenstein Kunsthochschule Halle (KHH)

- Hochschulen für angewandte Wissenschaften:
  - Hochschule Magdeburg-Stendal (HS MD-SDL)
  - Hochschule Anhalt (HS Anhalt)
  - Hochschule Harz (HS Harz)
  - Hochschule Merseburg (HS Merseburg)

- Anstalten des öffentlichen Rechts:
  - Universitätsklinikum der Martin-Luther-Universität Halle-Wittenberg
  - Universitätsklinikum der Otto-von-Guericke-Universität Magdeburg
  - Studentenwerk Halle
  - Studentenwerk Magdeburg
  - Talsperrenbetrieb Sachsen-Anhalt
  - Landesanstalt für Altlastenfreistellung

- Stiftungen des öffentlichen Rechts:
  - Stiftung Umwelt-, Natur-und Klimaschutz des Landes-Sachsen-Anhalt (SUNK)
  - Stiftung Zukunftsfonds Morsleben
  - Leibniz-Institut für Agrarentwicklung in Transformationsökonomien (IAMO)
  - Leibniz-Institut für Neurobiologie (LIN)
  - Leibniz-Institut für Pflanzenbiochemie (IPB)
  - Leibniz-Institut für Pflanzengenetik und Kulturpflanzenforschung (IPK)
  - Leucorea-Stiftung des öffentlichen Rechts an der Martin-Luther-Universität Halle-Wittenberg

Die Landesregulierungsbehörde des Landes Sachsen-Anhalt hat ihren Sitz bei dem für Energiewirtschaft zuständigen Ministerium für Wissenschaft, Energie, Klimaschutz und Umwelt. Sie ist in ihrer Tätigkeit nicht an Weisungen des Ministeriums gebunden.